# Carex vesicaria
Espèce
Classification phylogénétique
Statut de conservation UICN

 LC  : Préoccupation mineure
Carex vesicaria, la Laîche vésiculeuse ou la Laîche à utricules renflés, est une espèce de plantes du genre Carex et de la famille des Cyperaceae.